# Чо Намчхоль
Чо Намчхоль (кор. 조남철?, 趙南哲?, 30 ноября 1923 года — 2 июля 2006 года) — корейский го-профессионал 9 дана, считающийся «отцом корейского го».

## Биография
Чо Намчхоля называют «отцом корейского го», поскольку благодаря ему страна Корея сильнейшей го-страной в конце XX века. Он стал самым первым учеником знаменитого японского учителя Минору Китани. В 1934, Минору Китани посетил Корею и сыграл в го с 10-летним Чо, после чего пригласил его в Японию. Чо Намчхоль отправился туда спустя три года, а в 1943 году вернулся на Родину и сыграл решающую роль в создании Корейской ассоциации бадук. Чо Намчхоль получил 9 дан в 1983, однако большая часть его побед пришлась на 50-е и 60-е годы XX века.
Чо Намчхоль является родным дядей ведущего японского го-профессионала корейского происхождения Тё Тикуна.
После смерти Чо Намчхоля президент Кореи Но Му Хён воздал ему почести и посмертно наградил медалью за заслуги перед страной.

## Титулы
Чо Намчхоль занимает 7 место по количеству выигранных им титулов го в Корее.
| Титул                | Год                         |
| -------------------- | --------------------------- |
| Существующие         | 9                           |
| Куксу                | 1956-1964                   |
| Ранее существовавшие | 13                          |
| Мёнин                | 1968, 1970                  |
| Чхэкови              | 1959-1962, 1964, 1965, 1966 |
| Пхэван               | 1959-1962                   |

Участвовал в финале розыгрыша титулов
| Титул                | Год                    |
| -------------------- | ---------------------- |
| Существующие         | 3                      |
| Куксу                | 1965, 1968, 1970       |
| Ранее существовавшие | 15                     |
| Ванви                | 1966, 1969, 1970, 1972 |
| Мёнин                | 1971, 1974             |
| Пхэван               | 1970                   |
| Чхэкови              | 1967                   |